# Olivia Oprea
Olivia Maria Oprea (n. 19 martie 1987, Târgoviște, Dâmbovița, România), cunoscută în Spania ca Oli, este o jucătoare română de fotbal care joacă pentru  Echipa națională de fotbal a României.

## Carieră
A început fotbalul la CSȘ Târgoviște⁠. De-alungul carieriei a evoluat la BIIK Kazygurt din Kazahstan, ADFB La Rambla și CF Costa Adeje⁠.
Ea a mai jucat în Spania pentru Sporting Huelva și FC Sevilla, precum și în Grecia pentru Amazones Dramas. În perioada 2011-2012 s-a întors în România pentru a reprezenta Olimpia Cluj din Liga I. Din 2020 până în 2022 a jucat pentru clubul spaniol de Primera Division Villarreal.
Ea este componentă a Echipei naționale a României.